# Ron Jones (lekkoatleta)
Ronald „Ron” Jones (ur. 19 sierpnia 1934 w Aberdare, zm. 30 grudnia 2021) – walijski lekkoatleta, sprinter, medalista mistrzostw Europy z 1962.
Wystąpił w reprezentacji Walii na Igrzyskach Imperium Brytyjskiego i Wspólnoty Brytyjskiej w 1958 w Cardiff, gdzie zajął 5. miejsce w sztafecie 4 × 110 jardów i odpadł w ćwierćfinale biegu na 100 jardów.
Zdobył brązowy medal dla Wielkiej Brytanii w sztafecie 4 × 100 metrów (w składzie: Alf Meakin, Ron Jones, Berwyn Jones i David Jones) na mistrzostwach Europy w 1962 w Belgradzie.
Startując w reprezentacji Walii zdobył brązowy medal w sztafecie 4 × 110 jardów (w składzie: David England, Ron Jones, Berwyn Jones i Nick Whitehead) na Igrzyskach Imperium Brytyjskiego i Wspólnoty Brytyjskiej w 1962 w Perth, a w biegu na 100 jardów odpadł w półfinale.
Na igrzyskach olimpijskich w 1964 w Tokio zajął 8. miejsce w sztafecie 4 × 100 metrów. Sztafeta brytyjska biegła w składzie: Peter Radford, Ron Jones, Menzies Campbell i Lynn Davies. Odpadł w półfinale biegu na 100 metrów na mistrzostwach Europy w 1966 w Budapeszcie, a brytyjska sztafeta 4 × 100 metrów w składzie: Davies, Jones, Campbell i Barrie Kelly zajęła w finale 5. miejsce. Walijska sztafeta 4 × 110 jardów z Jonesem w składzie zajęła 4. miejsce na Igrzyskach Imperium Brytyjskiego i Wspólnoty Brytyjskiej w 1966 w Kingston, a on sam odpadł w ćwierćfinale biegu na 100 jardów.
Odpadł w ćwierćfinale biegu na 100 metrów i w półfinale sztafety 4 × 100 metrów na igrzyskach olimpijskich w 1968 w Meksyku. Na mistrzostwach Europy w 1969 w Atenach odpadł w półfinale biegu na 100 metrów i w eliminacjach sztafety 4 × 100 metrów. Odpadł w eliminacjach biegu na 100 metrów na Igrzyskach Brytyjskiej Wspólnoty Narodów w 1970 w Edynburgu.
Był mistrzem Wielkiej Brytanii (AAA) w biegu na 100 metrów w 1969, wicemistrzem w biegu na 100 jardów w 1963 i 1968 i brązowym medalistą na 100 jardów w 1963.
Kilkakrotnie poprawiał rekord Wielkiej Brytanii w sztafecie 4 × 100 metrów do wyniku 39,33 s (19 października 1968 w Meksyku).